# Zjeżdżalnia wodna

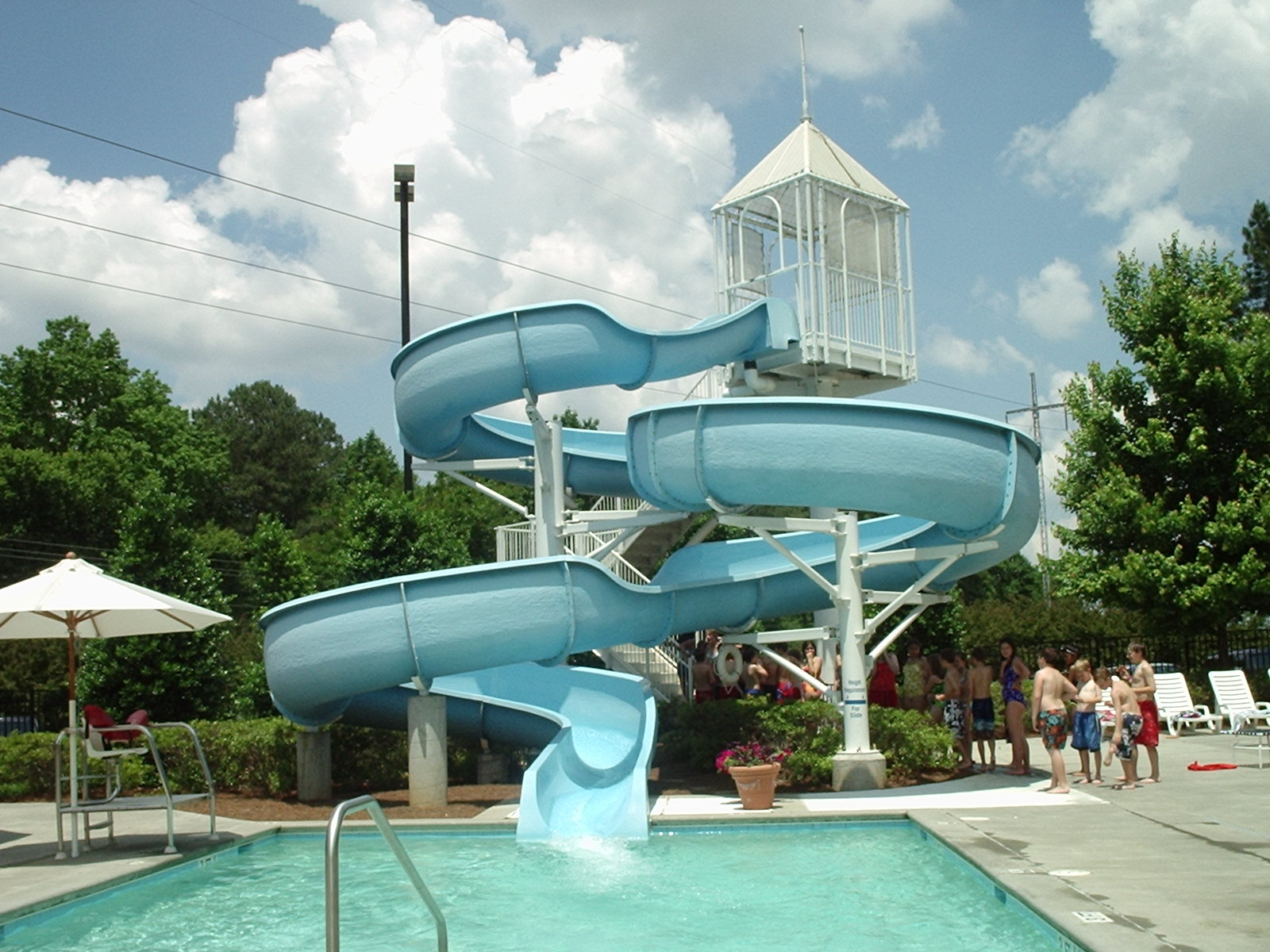
Zjeżdżalnia wodna

Zjeżdżalnia wodna – atrakcja rekreacyjna spotykana w parkach wodnych, basenach i ośrodkach wypoczynkowych. Składa się z rynny (toru zjazdowego), zwykle wykonanej z włókna szklanego, po której uczestnicy zjeżdżają w dół, będąc napędzani przepływającą wodą. Zjeżdżalnie wodne są jednymi z najczęściej występujących i najchętniej odwiedzanych elementów współczesnych wodnych parków tematycznych.
Typowa zjeżdżalnia wodna jest nachylona pod kątem około 10%, a jej długość może być różna w zależności od projektu, z różnicą wysokości zwykle pomiędzy 9 a 18 metrów. Koryto zjeżdżalni ma przekrój w kształcie litery U i głębokość ok. 90 cm, a szerokość wynosi zwykle około 1 metra. Woda używana do zasilania zjeżdżalni ma temperaturę między 22,2 °C (72 °F) a 27,7 °C (82°F) i jest tłoczona z góry na dół, a następnie filtrowana, podgrzewana i zawracana do obiegu. Głębokość warstwy wody w torze zjazdowym wynosi zazwyczaj od 6 do 8 cm.
Zjeżdżalnie mogą być proste lub kręte, prowadzić po otwartej rynnie lub być zamknięte w rurze (en. tube slide). W zależności od potrzeb, mogą być budowane zarówno wewnątrz budynków, jak i na zewnątrz. 
Zjeżdżalnie wodne są dostosowane do szerokiego grona użytkowników – od małych dzieci po osoby starsze. Zjazd nie wymaga specjalnych umiejętności ani kondycji fizycznej, chociaż zjeżdżalnie są często podzielone według grup wiekowych lub poziomu trudności.